# رون بلومبرغ
رون بلومبرغ (بالإنجليزية: Ron Blomberg)‏ هو لاعب كرة قاعدة أمريكي، ولد في 23 أغسطس 1948 في أتلانتا في الولايات المتحدة.

## وصلات خارجية
- الموقع الرسمي
- رون بلومبرغ على موقع دوري كرة القاعدة الرئيسي (الإنجليزية)
- رون بلومبرغ على موقعبيزبول رفرنس.كوم (الدوري الرئيسي) (الإنجليزية)
- رون بلومبرغ على موقعبيزبول رفرنس.كوم (الدوري الثانوي) (الإنجليزية)
- رون بلومبرغ على موقع إي إس بي إن.كوم (أم.أل.بي) (الإنجليزية)
- رون بلومبرغ على موقع مشجعي الرسوم البيانية (الإنجليزية)